# L’homme armé
L’homme armé („Człowiek uzbrojony”) – popularna świecka pieśń francuska z pocz. XV w. Była najpopularniejszą melodią (jako cantus firmus) wykorzystywaną do tworzenia opracowań mszy. Pochodzenie pieśni nie jest znane. Do dziś zachowało się co najmniej 40 odrębnych kompozycji zatytułowanych Missa L’homme armé – Msza L’homme armé. Pierwsze jej opracowanie polifoniczne pojawia się u A. Busnoisa. Występowała także w opracowaniach organowych i lutniowych.

## Melodia i tekst
| Oryginalny tekst |
| --- |
| L’homme, l’homme, l’homme armé, L’homme armé L’homme armé doibt on doubter, doibt on doubter. On a fait partout crier, Que chascun se viengne armer D’un haubregon de fer. |